# Aurelio Busso
Aurelio Busso (o Buso, o Bussi, o Busi) (fl. XVI secolo) è stato un pittore italiano attivo in Lombardia e a Genova nel corso del XVI secolo.

## Biografia
Aurelio Busso fu pittore di cui ci rimangono testimonianze vaghe e incerte.
Di lui si sa che frequentò l'Accademia di San Luca a Roma e fu allievo di Polidoro da Caravaggio e di Maturino da Firenze. La sua fu attività prevalentemente di affrescatore e decoratore, titolare anche di una bottega dalla quale l'allievo più noto fu Giovanni da Monte.
Lavorò a Mantova con Giulio Romano e a Genova assieme a Giovan Battista Castello detto il Bergamasco (nipote del cremasco Vincenzo Civerchio) per la decorazione di alcuni palazzi, in particolare per il palazzo dei Signori Cattanei sulla piazza San Pancrazio e il  palazzo della Meridiana sul quale realizzò le Storie di Ercole.
Un olio su tela raffigurante la fuga in Egitto è esposta a Lovere presso l'Accademia Tadini. Agli angoli del soffitto di palazzo Marino a Milano dipinse le quattro stagioni.
A Moscazzano decorò con fregi di puttini la villa Griffoni-Albergoni
Non rimangono molte opere a Crema, probabile terra d'origine; i lavori certi che eseguì furono: il convitto degli Dei a palazzo de Poli-Cervi, una sala di villa Stramezzi - oggi strappati e collocati a villa Perletta -, il trionfo d'Anfitrite in una casa Ricci, affreschi perduti sull'arco del Torrazzo, il ratto delle Sabine in una casa Gambazocco, sei quadri nella non più esistente chiesa di San Giuseppe. 
Di sua mano o, più probabilmente di suoi allievi, appaiono gli affreschi del Santuario di Santa Maria del Binengo a Sergnano.
Secondo alcune fonti morì in stato di indigenza , "circa l'anno 1620 (...), ridotto, per guadagnarsi il vitto, a dipingere carte di Tarocchi". 